# Challenge Ciclista a Mallorca 2017
La 26ª edición de la Challenge Ciclista a Mallorca se lleva a cabo del 26 al 29 de enero de 2017. Como es habitual, cuatro eventos eventos independientes conforman de la Challenge formando parte del calendario UCI Europe Tour 2017 en la categoría 1.1.

## Equipos participantes
| WorldTeams (4)- Bora-Hansgrohe - Lotto-Soudal - Movistar Team - Sky Equipos continentales profesionales (6)- Caja Rural-Seguros RGA - Cofidis, Solutions Crédits - Fortuneo-Vital Concept - Gazprom-RusVelo - Novo Nordisk - Roompot-Nederlandse Loterij Equipos continentales (6)- Amore & Vita-Selle SMP-Fondriest - Bolivia - Burgos-BH - Euskadi Basque Country-Murias - Inteja-Dominican - Nice Cycling Team Equipos nacionales (3)- Alemania - España - Gran Bretaña |
| |

## Clasificaciones

### Trofeo Porreras-Felanich-Las Salinas-Campos
| \| Clasificación general \| Clasificación general \| Clasificación general \| Clasificación general \| Clasificación general \| \| Ciclista \| Ciclista \| Equipo \| Tiempo \| \| \| --------------------- \| ------------------------ \| --------------------------- \| --------------------- \| --------------------- \| \| 1.º \| André Greipel \| Lotto-Soudal \| 3 h 41 min 35 s \| \| \| 2.º \| Jonas Van Genechten \| Cofidis, Solutions Crédits \| + 0 s \| \| \| 3.º \| Daniel McLay \| Fortuneo-Vital Concept \| + 0 s \| \| \| 4.º \| Matteo Pelucchi \| Bora-Hansgrohe \| + 0 s \| \| \| 5.º \| Raymond Kreder \| Roompot-Nederlandse Loterij \| + 0 s \| \| \| 6.º \| Jonathan Dibben \| Team Sky \| + 0 s \| \| \| 7.º \| Aleksandr Porsev \| Gazprom-RusVelo \| + 0 s \| \| \| 8.º \| Coen Vermeltfoort \| Roompot-Nederlandse Loterij \| + 0 s \| \| \| 9.º \| Łukasz Wiśniowski \| Team Sky \| + 0 s \| \| \| 10.º \| Vicente García de Mateos \| España \| + 0 s \| \| |                          |                             |                 |
| |                          |                             |                 |
| Fuentes: ProCyclingStats Cycling Quotient Cycling Archives |                          |                             |                 |
| Clasificación general |                          |                             |                 |
| Ciclista | Ciclista                 | Equipo                      | Tiempo          |
| 1.º | André Greipel            | Lotto-Soudal                | 3 h 41 min 35 s |
| 2.º | Jonas Van Genechten      | Cofidis, Solutions Crédits  | + 0 s           |
| 3.º | Daniel McLay             | Fortuneo-Vital Concept      | + 0 s           |
| 4.º | Matteo Pelucchi          | Bora-Hansgrohe              | + 0 s           |
| 5.º | Raymond Kreder           | Roompot-Nederlandse Loterij | + 0 s           |
| 6.º | Jonathan Dibben          | Team Sky                    | + 0 s           |
| 7.º | Aleksandr Porsev         | Gazprom-RusVelo             | + 0 s           |
| 8.º | Coen Vermeltfoort        | Roompot-Nederlandse Loterij | + 0 s           |
| 9.º | Łukasz Wiśniowski        | Team Sky                    | + 0 s           |
| 10.º | Vicente García de Mateos | España                      | + 0 s           |

### Trofeo Serra de Tramuntana
| \| Clasificación general \| Clasificación general \| Clasificación general \| Clasificación general \| Clasificación general \| \| Ciclista \| Ciclista \| Equipo \| Tiempo \| \| \| --------------------- \| ------------------------ \| --------------------------- \| --------------------- \| --------------------- \| \| 1.º \| Tim Wellens \| Lotto-Soudal \| 4 h 06 min 42 s \| \| \| 2.º \| Louis Vervaeke \| Lotto-Soudal \| + 24 s \| \| \| 3.º \| Vicente García de Mateos \| España \| + 29 s \| \| \| 4.º \| Tao Geoghegan Hart \| Team Sky \| + 58 s \| \| \| 5.º \| Andrey Amador \| Movistar Team \| + 2 min 15 s \| \| \| 6.º \| Emanuel Buchmann \| Bora-Hansgrohe \| + 2 min 32 s \| \| \| 7.º \| David Belda \| Burgos-BH \| + 2 min 56 s \| \| \| 8.º \| Tiesj Benoot \| Lotto-Soudal \| + 3 min 43 s \| \| \| 9.º \| Alejandro Valverde \| Movistar Team \| + 3 min 43 s \| \| \| 10.º \| Elmar Reinders \| Roompot-Nederlandse Loterij \| + 4 min 21 s \| \| |                          |                             |                 |
| |                          |                             |                 |
| Fuentes: ProCyclingStats Cycling Quotient Cycling Archives |                          |                             |                 |
| Clasificación general |                          |                             |                 |
| Ciclista | Ciclista                 | Equipo                      | Tiempo          |
| 1.º | Tim Wellens              | Lotto-Soudal                | 4 h 06 min 42 s |
| 2.º | Louis Vervaeke           | Lotto-Soudal                | + 24 s          |
| 3.º | Vicente García de Mateos | España                      | + 29 s          |
| 4.º | Tao Geoghegan Hart       | Team Sky                    | + 58 s          |
| 5.º | Andrey Amador            | Movistar Team               | + 2 min 15 s    |
| 6.º | Emanuel Buchmann         | Bora-Hansgrohe              | + 2 min 32 s    |
| 7.º | David Belda              | Burgos-BH                   | + 2 min 56 s    |
| 8.º | Tiesj Benoot             | Lotto-Soudal                | + 3 min 43 s    |
| 9.º | Alejandro Valverde       | Movistar Team               | + 3 min 43 s    |
| 10.º | Elmar Reinders           | Roompot-Nederlandse Loterij | + 4 min 21 s    |

### Trofeo Andrach-Mirador des Colomer
| \| Clasificación general \| Clasificación general \| Clasificación general \| Clasificación general \| Clasificación general \| \| Ciclista \| Ciclista \| Equipo \| Tiempo \| \| \| --------------------- \| ------------------------ \| --------------------------- \| --------------------- \| --------------------- \| \| 1.º \| Tim Wellens \| Lotto-Soudal \| 4 h 27 min 55 s \| \| \| 2.º \| Alejandro Valverde \| Movistar Team \| + 0 s \| \| \| 3.º \| Tiesj Benoot \| Lotto-Soudal \| + 0 s \| \| \| 4.º \| Louis Vervaeke \| Lotto-Soudal \| + 4 s \| \| \| 5.º \| David Belda \| Burgos-BH \| + 5 s \| \| \| 6.º \| Pieter Weening \| Roompot-Nederlandse Loterij \| + 7 s \| \| \| 7.º \| Rafał Majka \| Bora-Hansgrohe \| + 7 s \| \| \| 8.º \| Ian Boswell \| Team Sky \| + 7 s \| \| \| 9.º \| Alex Aranburu \| Caja Rural-Seguros RGA \| + 7 s \| \| \| 10.º \| Vicente García de Mateos \| España \| + 7 s \| \| |                          |                             |                 |
| |                          |                             |                 |
| Fuentes: ProCyclingStats Cycling Quotient Cycling Archives |                          |                             |                 |
| Clasificación general |                          |                             |                 |
| Ciclista | Ciclista                 | Equipo                      | Tiempo          |
| 1.º | Tim Wellens              | Lotto-Soudal                | 4 h 27 min 55 s |
| 2.º | Alejandro Valverde       | Movistar Team               | + 0 s           |
| 3.º | Tiesj Benoot             | Lotto-Soudal                | + 0 s           |
| 4.º | Louis Vervaeke           | Lotto-Soudal                | + 4 s           |
| 5.º | David Belda              | Burgos-BH                   | + 5 s           |
| 6.º | Pieter Weening           | Roompot-Nederlandse Loterij | + 7 s           |
| 7.º | Rafał Majka              | Bora-Hansgrohe              | + 7 s           |
| 8.º | Ian Boswell              | Team Sky                    | + 7 s           |
| 9.º | Alex Aranburu            | Caja Rural-Seguros RGA      | + 7 s           |
| 10.º | Vicente García de Mateos | España                      | + 7 s           |

### Trofeo Playa de Palma-Palma
| \| Clasificación general \| Clasificación general \| Clasificación general \| Clasificación general \| Clasificación general \| \| Ciclista \| Ciclista \| Equipo \| Tiempo \| \| \| --------------------- \| --------------------- \| --------------------------- \| --------------------- \| --------------------- \| \| 1.º \| Daniel McLay \| Fortuneo-Vital Concept \| 3 h 43 min 31 s \| \| \| 2.º \| Matteo Pelucchi \| Bora-Hansgrohe \| + 0 s \| \| \| 3.º \| Nacer Bouhanni \| Cofidis, Solutions Crédits \| + 0 s \| \| \| 4.º \| André Greipel \| Lotto-Soudal \| + 0 s \| \| \| 5.º \| Raymond Kreder \| Roompot-Nederlandse Loterij \| + 0 s \| \| \| 6.º \| Coen Vermeltfoort \| Roompot-Nederlandse Loterij \| + 0 s \| \| \| 7.º \| Łukasz Wiśniowski \| Team Sky \| + 0 s \| \| \| 8.º \| Enrique Sanz \| España \| + 0 s \| \| \| 9.º \| Jonas Koch \| Alemania \| + 0 s \| \| \| 10.º \| Aleksandr Porsev \| Gazprom-RusVelo \| + 0 s \| \| |                   |                             |                 |
| |                   |                             |                 |
| Fuentes: ProCyclingStats Cycling Quotient Cycling Archives |                   |                             |                 |
| Clasificación general |                   |                             |                 |
| Ciclista | Ciclista          | Equipo                      | Tiempo          |
| 1.º | Daniel McLay      | Fortuneo-Vital Concept      | 3 h 43 min 31 s |
| 2.º | Matteo Pelucchi   | Bora-Hansgrohe              | + 0 s           |
| 3.º | Nacer Bouhanni    | Cofidis, Solutions Crédits  | + 0 s           |
| 4.º | André Greipel     | Lotto-Soudal                | + 0 s           |
| 5.º | Raymond Kreder    | Roompot-Nederlandse Loterij | + 0 s           |
| 6.º | Coen Vermeltfoort | Roompot-Nederlandse Loterij | + 0 s           |
| 7.º | Łukasz Wiśniowski | Team Sky                    | + 0 s           |
| 8.º | Enrique Sanz      | España                      | + 0 s           |
| 9.º | Jonas Koch        | Alemania                    | + 0 s           |
| 10.º | Aleksandr Porsev  | Gazprom-RusVelo             | + 0 s           |